# بهترین حرکت او
بهترین حرکت او (به انگلیسی: Her Best Move) یک فیلم محصول سال ۲۰۰۷ آمریکا است. این فیلم، داستان یک فوتبالیست ۱۵ ساله به نام سارا دیویس است که فرصتی برای پیوستن به تیم ملی ایالات متحده دارد و همزمان باید دبیرستان، عشق، ورزش و فشار والدینش را نیز همراه داشته باشد.

## بازیگران
- لیه پایپس در نقش سارا دیویس
- اسکات پترسون در نقش گیل دیویس
- لیسا دار در نقش جولیا
- درو تایلر بل در نقش جاش
- للین در نقش توتی
- داریل سابارا در نقش دوگی
- فی مسترسون در نقش لوری
- برندی کاستین در نقش خودش